# Les Forces contraires

Les Forces contraires est le premier album studio,,,,,,, du groupe français Terrenoire,, sorti le 28 août 2020, chez Black Paradiso. 

## Liste des pistes
| 1.  | Le Temps de revenir à la vie         |  |  |  |
| 2.  | Dis-moi comment faire                |  |  |  |
| 3.  | Baise-moi                            |  |  |  |
| 4.  | Mon âme sera vraiment belle pour toi |  |  |  |
| 5.  | Derrière le soleil                   |  |  |  |
| 6.  | Jusqu'à mon dernier souffle          |  |  |  |
| 7.  | Margot dansait sur moi               |  |  |  |
| 8.  | La Fin du monde                      |  |  |  |
| 9.  | Ça va aller                          |  |  |  |
| 10. | Là où elle est                       |  |  |  |

## Récompenses
L'album a été sacré aux Victoires de la musique 2022 dans la catégorie Révélation masculine,.